# Arbeitsschutzverordnung zu elektromagnetischen Feldern
Die Verordnung zum Schutz der Beschäftigten vor Gefährdungen durch elektromagnetische Felder (Arbeitsschutzverordnung zu elektromagnetischen Feldern - EMFV) setzt die Richtlinie 2013/35/EU über den Schutz vor der Gefährdung durch elektromagnetische Felder in Deutsches Recht um.
Sie ist nicht zu verwechseln mit der Verordnung über elektromagnetische Felder (EMFU).

## Inhalt
Die EMF-Verordnung steht in Verbindung mit dem Arbeitsschutzgesetz und übernimmt das Konzept zur Einwirkung von physikalischen Größen wie Lärm, Vibrationen oder optische Strahlung.